# Ружичка, Владимир (младший)
Владимир Ружичка (чеш. Vladimír Růžička; 17 февраля 1989, Мост, Чехословакия) — чешский хоккеист, центральный нападающий. Чемпион Чехии по хоккею 2003 и 2008 годов. Сын хоккеиста и тренера Владимира Ружички.

## Биография
Начал карьеру в клубе «Славия Прага». В сезоне 2005/06 дебютировал в чешской Экстралиге. В составе пражского клуба Ружичка становился чемпионом Экстралиги в 2008 году, а также ещё трижды выигрывал медали чешского чемпионата (серебро в 2009 и бронзу в 2010 и 2013).
В 2014 году перешёл в команду «Пираты Хомутов», за которую играл на протяжении 5 сезонов.
Всю свою карьеру играл в клубах, которые тренировал его отец.
C начала карьеры играл под номером 89, под которым выступал его отец. Но, после смерти матери в 2016 году, стал играть под номером 62, который символизирует год её рождения.
После вылета «Хомутова» из Экстралиги перешёл в пражскую «Спарту». Сезон 2020/21 провёл в «Градец Кралове».

## Достижения
- Чемпион Чехии 2008
- Серебряный призёр чемпионата Чехии 2009
- Бронзовый призёр чемпионата Чехии 2010 и 2013
- Бронзовый призёр чемпионата мира среди юниоров 2006

## Статистика
Обновлено на конец сезона 2020/2021
- Чешская экстралига — 717 игр, 366 очков (157+209)
- Чешская первая лига — 65 игр, 50 очков (20+30)
- Европейский трофей — 7 игр, 6 очков (3+3)
- Лига чемпионов — 4 игры, 1 передача
- Сборная Чехии — 3 игры
- Всего за карьеру — 796 игр, 423 очка (180 шайб + 243 передачи)

## Семья
Его отец — знаменитый чешский хоккеист и тренер Владимир Ружичка. Мать Ева (1962 г.р.) умерла 20 февраля 2016 года после продолжительной болезни. Есть старшая сестра Ева (1982 г.р.). Владимир Ружичка младший женат, его свадьба с Вероникой Кубичковой состоялась 25 июня 2016 года. 9 августа 2017 года у них родился сын Владимир.